# Hélène Kirsova
Hélène Kirsova, artistnamn för Ellen Wittrup Hansen, född 18 juni 1910 i Köpenhamn, Danmark, död 22 februari 1962 i London, England, var en dansk ballerina och koreograf.
Kirsova fick sin grundläggande dansskolning i Paris, och efter att ha turnerat med olika balettsällskap i Sydamerika och Europa engagerade hon sig i Ballet Russe de Monte Carlo. Sällskapet gjorde en bejublad turné i Australien, och Kirsova fick lysande kritik för sin gestaltning av dockan i Petrusjka och Columbine i Le Carnaval.
1938 återvände Kirsova till Australien, där hon gifte sig med den danske vicekonsuln Erik Fischer. Hon grundade 1940 en balettskola i Sydney samt året därpå Kirsovabaletten, som anlitade flera unga dansare, däribland Rachel Cameron och Peggy Sager.